# Heiratsalter
Das Heiratsalter ist das Lebensalter, in dem die Eheschließung erfolgt. Hierfür ist der Zeitpunkt der ersten Eheschließung maßgeblich. Neben der formalen Eheschließung gibt es in manchen Gesellschaften Formen informeller, eheähnlicher Kohabitation, die in statistischen Bestimmungen des Heiratsalters nicht immer erfassbar sind. Grundsätzlich schwankt das durchschnittliche Heiratsalter, je nach Gesellschaft und historischem Kontext, bei Frauen zwischen 15 und 50 Jahren. Faktoren, die das Heiratsalter zu beeinflussen scheinen, sind z. B. Erwartungen der Neolokalität (Neugründung von Haushalten bei Eheschließung), die an werdende Eheleute gestellt werden. Ab welchem Alter Ehen geschlossen werden dürfen, ist meistens Gegenstand nationaler Gesetzgebung. Ehen unter einer bestimmten Altersgrenze gelten in vielen Gesellschaften als tabuisiert. Siehe dazu Ehemündigkeit.
Das Heiratsalter, welches traditionell geschlechtliche Beziehungen und die Fortpflanzung legitimiert, stellt eine Hauptfunktion in allen Ethnien der Welt dar. In ressourcen- und kapitalorientierten Gesellschaften wird nach der Geschlechtsreife Zeit benötigt, bis Individuen Ressourcen und Fähigkeiten besitzen, um einen konkurrenzfähigen Haushalt zu gründen. Dagegen ist in arbeitskraftabhängigen Gesellschaften aufgrund der Abhängigkeit bezüglich der Lebens- und Reproduktionsmöglichkeiten die Arbeitsproduktivität von Frauen und Kindern ausschlaggebend für frühe Eheschließungen. Insbesondere die Wertung der Jungfräulichkeit in patriarchalischen Gesellschaften führen – neben dem Polygyniegrad und der Mitgiftkonkurrenz – zur kulturspezifischen Senkung des Heiratsalters bis hin zur Kinderehe.

## Historischer Kontext in Europa
Ehe und Familienbildung sind im hohen Grade kulturell abhängig; es gibt entsprechend kein „normales“ Heiratsalter. Für die Zeit, seitdem es statistische Erhebungen zu Eheschließungen gibt (ab ca. 1700–1900), stellte John Hajnal Unterschiede im Heiratsalter zwischen Ost- und Westeuropa fest, die er als Heiratsmuster („European marriage patterns“) mit Haushaltsbildung in Verbindung brachte. Wo für Osteuropa ein niedriges Heiratsalter galt (Ø 20–22), gab es jenseits der sog. Hajnal-Linie in Westeuropa ein wesentlich höheres Erstheiratsalter von Ø > 30 Jahren. Das höhere Alter wird in diesem Fall mit der neolokalen Haushaltsbildung in Verbindung gebracht, die in Westeuropa bei der Eheschließung weit verbreitet war. Neben dieser kulturvergleichenden Perspektive sind ebenso zeitliche Schwankungen im Heiratsalter feststellbar.
Tabelle: Erstheiratsalter für drei Dörfer 1700–1899 in Oberbayern und Schwaben

Anhausen (Gde. Diedorf, Lkr. Augsburg), Gabelbach
(Gde. Zusmarshausen, Lkr. Augsburg) und Kreuth (Lkr. Miesbach), 1700–1899.
| Periode   | Männer | Frauen |
| 1700–1749 | 28,4   | 27,7   |
| 1750–1799 | 30,5   | 28,9   |
| 1800–1824 | 30,3   | 29,3   |
| 1825–1849 | 33,7   | 30,9   |
| 1850–1874 | 33,3   | 30,4   |
| 1875–1899 | 32,1   | 28,1   |

Durch diese Tabelle wird deutlich, dass ein frühes Heiratsalter vor dem 20. Jahrhundert nicht etwa ein „natürlicher“ status quo war, auch nicht für eine ländlich-agrarwirtschaftliche geprägte Bevölkerung, sondern es je nach historisch-kulturellem Kontext erhebliche Unterschiede gab.

## Das Heiratsalter in Deutschland

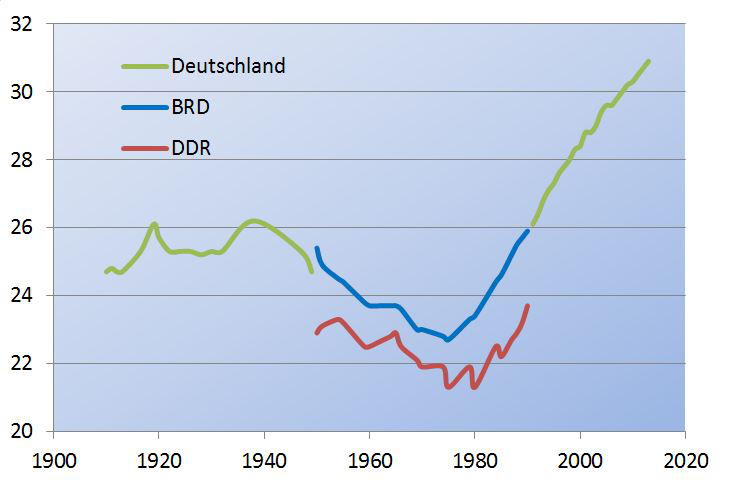
Seit seinem historischen Minimum im Jahre 1975 ist das durchschnittliche Erstheiratsalter von Frauen in Deutschland ständig gestiegen.

In Gesellschaften mit freier Partnerwahl galt bis in die 1970er Jahre: Je höher der soziale Status eines Mannes, desto größer ist durchschnittlich bei Erst-Ehen beider Partner der Altersabstand zwischen ihnen (das heißt desto relativ jünger ist die Frau). Seit den 1970er Jahren investieren Frauen zunehmend Zeit in ihre Ausbildung. Gut ausgebildete Männer heiraten heute in der Regel gut ausgebildete Frauen, die dann auch schon etwas älter sind.
Die Hälfte aller männlichen Akademiker heiratete vor 1900 im Alter von über 30 Jahren Frauen um die 20. Bei der bäuerlichen Bevölkerung Sachsens betrug der Altersabstand 5 Jahre bzw. 3 Jahre bei den Häuslern und das mittlere Heiratsalter für die Männer 27 Jahre. Einzelfälle von Männern und Frauen, die erst mit 50 Jahren bzw. mit 40 Jahren zum ersten Mal heirateten und noch Kinder hatten, hat es immer gegeben. Bei Männern waren Heiraten unter 18 Jahren extrem selten; jedoch wurden z. B. in Sachsen im 18. Jahrhundert rund 2 % aller Bauerntöchter bereits mit 14 und 15 Jahren verheiratet. Die Annahme, dass früher oft vor dem 18. Lebensjahr geheiratet wurde, ist demnach schlicht falsch. Die Praxis der Ehe zwischen Jugendlichen beschränkt sich weitgehend auf politisch motivierte Ehen in adeligen Kreisen.
Bei Zweit- und Mehrfachehen wegen Verwitwung, in der neueren Zeit auch nach Ehescheidung, sind sehr große Altersunterschiede der Partner nicht selten.
In vielen Fällen war die wirtschaftliche Selbständigkeit des Mannes die Voraussetzung zur Eheschließung. In bäuerlichen Familien lässt sich sehr oft ein direkter Zusammenhang zwischen der Übernahme eines Gutshofs bzw. dem im Gerichtshandelsbuch eingetragenem Erbkauf und der Heirat, wenige Wochen zuvor oder danach, feststellen. Für das Erlangen dieser wirtschaftlichen Selbständigkeit waren, auch in der nicht-bäuerlichen Bevölkerung, Erbverpflichtungen auch von Seiten der Braut bzw. des Schwiegervaters wichtig.
Für die praktische Genealogie ist ein Grundwissen über das wahrscheinliche Heiratsalter und seine statistischen Verteilungen unerlässlich. Ahnenlisten sind dabei eine vorzügliche Quelle, um statistische Verteilungen des Heiratsalters zu ermitteln.
Seit Mitte der 1970er Jahre hat sich in Mitteleuropa das durchschnittliche Heiratsalter für Ledige bei beiden Geschlechtern stark erhöht. In Deutschland lag es 2009 bei 33,1 Jahren (Männer) bzw. 30,2 Jahren (Frauen). Zwischen 2006 und 2009 wurde eine Steigung des Heiratsalters von 5 bis 16 Wochen pro Jahr festgestellt.
Für 2018 wurde das durchschnittliche Heiratsalter bei Männern mit 34,6 Jahren angegeben, d. h. es ist im Laufe von zehn Jahren (seit 2008) um 1,6 Jahre angestiegen. Bei Frauen stieg das durchschnittliche Heiratsalter im selben Zeitraum sogar um 2,1 Jahre an – von 30 auf 32,1 Jahre. Der Altersabstand der Partner verringerte sich somit in dem betrachteten Zeitraum von 3 auf 2,5 Jahre.

## Das Heiratsalter in anderen Ländern

### Österreich
2017 heirateten Frauen durchschnittlich mit 30,4 Jahren, Männer mit 32,7 Jahren.

### Schweiz
2014 heirateten Frauen durchschnittlich mit 29,6 Jahren, Männer mit 31,8 Jahren.

### Vereinigte Staaten
In den Vereinigten Staaten hatte das Heiratsalter seinen Tiefststand im Zeitraum von 1950 bis 1970: Frauen heirateten in diesen Jahren mit durchschnittlich 20,3 Jahren, Männer mit 22,8 Jahren (Erstheirat). Das Heiratsalter ist seitdem laufend gestiegen. Im Jahr 2007 haben US-Amerikanerinnen mit durchschnittlich 26 Jahren und US-Amerikaner mit 27,7 Jahren erstmals geheiratet.

### Schweden
Das Durchschnittsalter bei der ersten Hochzeit betrug 2010 in Schweden für Frauen 32,9 Jahre und für Männer 35,5 Jahre. Bei beiden Geschlechtern war damit das Heiratsalter 0,4 Jahre höher als im Vorjahr. Der Trend, dass die Schweden immer später heiraten, besteht seit mehreren Jahren.